# Motosu (Gifu)
Motosu (本巣市 -shi) é uma cidade japonesa localizada na província de Gifu.
Em 1 de Julho de 2004 a cidade tinha uma população estimada em 34 925 habitantes e uma densidade populacional de 93 h/km². Tem uma área total de 374,57 km².
Recebeu o estatuto de cidade a 1 de Fevereiro de 2004.